# Неразглашение источников информации
Неразглашение источников информации, также известное как конфиденциальность информации, или журналистские привилегии (амер.) – это право журналиста, гарантированное ему национальным и государственным законодательством. Иначе говоря, властные структуры, включая судебные, не в праве требовать от журналиста сообщать данные об источнике поступления информации. Данное право основано на признании того факта, что в случае несоблюдения конфиденциальности источников многие люди откажутся сообщать общественно значимую информацию журналистам. В свою очередь это лишь усугубит многие социальные проблемы, включая борьбу с коррупцией и криминалом.
Примеры:
Уотергейтскому скандалу, в результате которого Президент США Ричард Никсон ушел в отставку, предшествовала серия статей Боба Вудварда и Карла Бернштейна, опубликованная в Вашингтон-Пост. В них были опубликованы данные, поступающие от «неизвестного» источника, который прославился в мире как «Глубокая глотка». Лишь в мае 2005 г. бывший заместитель директора ФБР У.М.Фелт сделал заявление, что он и является «Глубокой глоткой».
Вудвард и Бернштейн  не разглашали информации об источниках, поскольку американские органы власти не требовали информации о том, кто является «Глубокой глоткой». Примером разглашения информации об источниках может служить дело журналистов Барта Моса и Джуста де Хааса еженедельной газеты De Telegraf в Голландии. В январе 2006 была опубликована статья, в которой два журналиста сообщали об утечке информации из секретных служб Голландии, среди прочего просочилась информация о преступнике Минке Коке. Журналисты утверждали, что дело, о котором идет речь, попало в руки самого Кока. В ходе расследования, выяснилось, что утечка произошла по вине агента Пола Х., который продал досье на Кока. По настоянию Прокуратуры и стороны защиты, суд инициировал раскрытие данных об источнике информации с целью проведения справедливого судебного процесса для обвиняемого, и обеспечения национальной безопасности страны. Журналисты отказались раскрыть данные, за что и были задержаны. Однако вскоре их отпустили, поскольку Гаагский суд постановил, что интересы национальной безопасности не должны нарушать закон о неразглашении информации об источниках .
Международное право
Большинство государств признают, что право на неразглашение информации об источниках является неотъемлемой составляющей свободы слова.
В Европе, Европейский Суд по права Человека в 1996 г. постановил: «защита источников информации для журналистов – одно из  основных условий свободы слова…Без подобной защиты, СМИ могут быть лишены информации о вопросах, представляющих общественный интерес. Как результат, СМИ утратят свою функцию контроля за деятельностью государства и общества, и могут оказаться неспособными представлять проверенную и надежную информацию» .  Суд постановил, что раскрытие источников информации ведет к нарушению статьи 10 Европейской Конвенции по правам человека о свободе слова. Руководствуясь этим постановлением, Комитет министров Совета Европы опубликовал рекомендации по применению права на неразглашение источников информации в странах-участницах. Организация по безопасности и сотрудничеству в Европе (ОБСЕ) также призвала страны соблюдать данное право.
В Америке право на неразглашение источников информации было признано в Межамериканской Декларации принципов свободы слова, согласно которой «каждый член общества имеет право не разглашать конфиденциальную информацию, личные и профессиональные данные».
В Африке Африканская комиссия по правам человека и народов приняла Декларацию принципов свободы слова в Африке, которая также гарантирует соблюдение данного права.